# Panguipulli (kommun)
Panguipulli är en kommun i Chile.   Den ligger i provinsen Provincia de Valdivia och regionen Región de Los Ríos, i den södra delen av landet, 700 km söder om huvudstaden Santiago de Chile.
I omgivningarna runt Panguipulli växer i huvudsak blandskog. Runt Panguipulli är det glesbefolkat, med 11 invånare per kvadratkilometer.